# Drňa
Drňa (in ungherese: Darnya, in tedesco: Dörn) è un comune della Slovacchia facente parte del distretto di Rimavská Sobota, nella regione di Banská Bystrica.
Il villaggio è citato per la prima volta nel 1236 con il nome di Darna, quando apparteneva alla famiglia Jánosy. Per due anni, dal 1566 al 1567, fu razziato dai turchi. Dal 1938 al 1944 fece parte dell'Ungheria.